# Anne Nurmi
Anne Maartjana Nurmi (Tampere, 22 de agosto de 1968), cantante y teclista finlandesa, miembro de la banda de gothic metal Lacrimosa. Actualmente radica en diversas partes de Hamburgo, Alemania y Suiza.
Desde su infancia le fue proporcionado por sus padres un acercamiento al mundo musical, de esta manera asistió a diversos grupos corales de iglesias, estudiando además los niveles básicos del teclado.
En 1987, Anne y un cantante llamado Jyrki crean la banda de Noidat. En 1989, se integran al proyecto Nauku y Toby; es en este momento en el que la banda cambia su nombre a Two Witches, es decir, Dos Brujas y comienzan a escribir sus letras en inglés. En octubre de 1990, Nurmi y los  Two Witches se aventuran con su primer tour europeo, denominado "The Witches Are Burning Tour (Las Brujas Arden - Tour)", tocando puntos diversos de Alemania, Italia y Dinamarca. Después, en diciembre del mismo año se presentan en Finlandia encabezando el "Mayor Festival Gótico".
En 1993 "The Vampire Kiss", primer álbum de la banda, sale a la venta bajo el sello "Cleopatra Records", siendo lanzado también en octubre de este mismo año, "Phaeriemagick" disco bajo el cual inician un nuevo tour europeo con el mismo nombre, en el que visitaron Finlandia, Alemania y Eslovaquia.
A finales de ese año, Nurmi recibe la petición del músico alemán Tilo Wolff para colaborar con los teclados en una de las giras promocionales de la banda de metal gótico, Lacrimosa, El Satura Tour, a lo que ella accede. 
Después de esto, Wolff queda fascinado con el trabajo de Anne, por lo que le invita a unirse formalmente al proyecto, a fin de comenzar con la grabación de su segundo sencillo, Schakal y posteriormente en 1995 el álbum Inferno. 
Según palabras de la propia Nurmi:"Duele mucho dejar a Two witches porque es la banda que ayudé a formar, pero definitivamente mi lugar está en Lacrimosa".
Desde entonces su carrera se basa principalmente en esta banda, logrando en sus temas, un toque de carisma y sensualidad, así como la calidad y fuerza que imprime en todas sus presentaciones junto con el resto de la banda.